# 김윤후
김윤후
(金允侯/金允候: 생몰년 미상)는 고려 고종~원종 때의 승장(僧將)이다.

## 생애
일찍이 승려가 되어 백현원(白峴院: 오늘날 경기도 평택시 진위면에 위치해 있음)에 있었다.
1232년(고종 19년)에 몽골 침입 당시 처인성(處仁城: 오늘날 경기도 용인시 남사읍 아곡리에 위치)에서 몽골 장군 살리타(撒禮塔)를 살해했다. 그 공으로 임금이 상장군을 주었으나 사양하고 받지 않았다. 이 전투로 처인부곡은 일반 군현으로 승격되었다.
1253년(고종 40년)에 섭랑장(攝郞將)을 거쳐 충주산성 방호별감(防護別監)으로 있을 때 몽골군이 성을 포위하고 70여 일을 공격했으나 군민이 일치단결해 성을 사수하고 이를 격퇴시켰다. 그 공으로 감문위(監門衛) 섭상장군(攝上將軍)이 되고 그 밖의 공적이 있는 관노·백정에 이르기까지 상을 받았다. 이 전투로 이듬해인 1254년(고종 41년)에 충주가 국원경으로 승격되었다.
1259년(고종 46년)에 동북면 병마사에 임명되었으나, 그때 동북면은 몽골에 함락당했으므로 부임하지 못했다.
1262년(원종 3년)에 추밀원 부사로 임명되었다.
1263년(원종 4년)에 수사공 우복야(守司空右僕射)로 임명되었다.

## 조선에서의 평가
조선에서 많이 언급되는 편은 아니지만 그를 좋게 평가한 듯하다. 예를 들면 영조대에 올바른 인사 정책의 중요성을 말하면서 언급되거나 임진왜란 때 조헌이 의병을 일으키면서 거론되는 등을 들 수 있다.

## 김윤후가 등장한 작품

### 드라마
- 《무신》(MBC, 2012년~2012년, 배우:박해수)

## 관련 논문
- 김호준, 〈高麗 對蒙抗爭期 金允侯將軍의 3次例 勝戰의 意義〉, 《백산학보》 114, 백산학회, 2019년
- 강재광, 〈1253년 충주성전투 승첩과 방호별감(防護別監) 김윤후(金允侯)의 역할〉, 《한국사연구》 202, 한국사연구회, 2023년

## 같이 보기
- 고려-몽골 전쟁

## 참고 자료
- 《고려사》
  - 《고려사》 권103, 〈열전〉16, 김윤후
- 《고려사절요》
- 《동국이상국집》
- 《신증동국여지승람》
- 김용선 엮고 옮김, 《역주 고려 묘지명 집성 (하)》(개정 3판), 한림대학교출판부, 2021